# Izmajłowo
Izmajłowo – dawny folwark i zaścianek. Tereny na których leżały znajdują się obecnie na Białorusi, w obwodzie mińskim, w rejonie miadzielskim, w sielsowiecie Słoboda.
Inna używana nazwa miejscowości – Izmajłów, Szmajłowo, Zmajłowo.

## Historia
W czasach zaborów w gminie Żośna, w powiecie wilejskim, w guberni wileńskiej Imperium Rosyjskiego.
W latach 1921–1945 folwark i zaścianek leżały w Polsce, w województwie wileńskim, w powiecie duniłowickim, od 1926 w powiecie postawskim, w gminie Żośno.
Według Powszechnego Spisu Ludności z 1921 roku zamieszkiwało:
- folwark – 12 osób, wszystkie były wyznania rzymskokatolickiego i zadeklarowały polską przynależność narodową. Był tu 1 budynek mieszkalny[2]. W 1931 w 1 domu zamieszkiwało 8 osób[3].
- zaścianek – 17 osób, 7 było wyznania rzymskokatolickiego a 10 prawosławnego. Jednocześnie 3 mieszkańców zadeklarowało polską przynależność narodową a 14 białoruską. Były tu 4 budynki mieszkalne[2]. W 1931 nie odnotowano miejscowości[3].

Wierni należeli do parafii rzymskokatolickiej i prawosławnej w Hruzdowie. Miejscowość podlegała pod Sąd Grodzki w Postawach i Okręgowy w Wilnie; właściwy urząd pocztowy mieścił się w Hruzdowie.
W 1938 roku miejscowość należała do gromady Miłty gminy Hruzdowo.